# Dichrooscytus sequoiae
Dichrooscytus sequoiae är en insektsart som beskrevs av Bliven 1954. Dichrooscytus sequoiae ingår i släktet Dichrooscytus och familjen ängsskinnbaggar. Inga underarter finns listade i Catalogue of Life.